# Provinz Catanzaro
Die Provinz Catanzaro (Provincia di Catanzaro) ist eine der fünf Provinzen der italienischen Region Kalabrien. Sie hat auf einer Fläche von 2.391 km² 339.297 Einwohner (Stand: 31. Dezember 2024) in 80 Gemeinden. Hauptstadt ist Catanzaro.
Die Provinz Catanzaro grenzt im Westen an das Tyrrhenische Meer, im Norden an die Provinz Cosenza, im Nordosten an die Provinz Crotone, im Osten an das Ionische Meer, im Süden an die Metropolenstadt Reggio Calabria und im Südwesten an die Provinz Vibo Valentia.

## Die größten Gemeinden
(Stand: 31. Dezember 2024)
| Gemeinde             | Einwohner |
| -------------------- | --------- |
| Catanzaro            | 83.247    |
| Lamezia Terme        | 67.168    |
| Soverato             | 8475      |
| Sellia Marina        | 7745      |
| Borgia               | 7187      |
| Curinga              | 6425      |
| Girifalco            | 5395      |
| Chiaravalle Centrale | 5064      |
| Davoli               | 5718      |
| Montepaone           | 5773      |
| Botricello           | 5000      |
| Gizzeria             | 5335      |
| Cropani              | 4847      |